# Bamra jucunda
Bamra jucunda är en fjärilsart som beskrevs av Griveaud och Pierre E.L. Viette 1961. Bamra jucunda ingår i släktet Bamra och familjen nattflyn. Inga underarter finns listade i Catalogue of Life.